# Branč (Nitra)
Branč (bis 1927 slowakisch „Berenč“; ungarisch Berencs) ist eine Gemeinde in der Slowakei mit 2169 Einwohnern (Stand 31. Dezember 2024), welche zirka 12 Kilometer südöstlich von Nitra liegt.

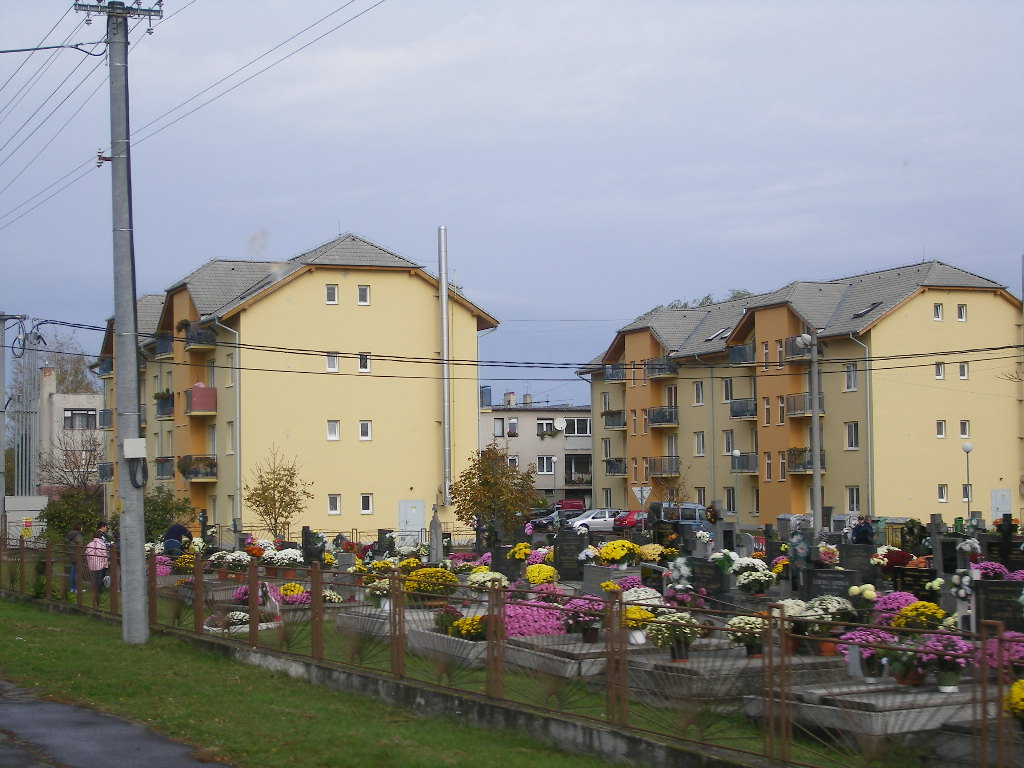
Wohnungen und Friedhof im Ortsteil Veľká Ves

Sie besteht aus den zwei Teilorten Branč und dem 1925 eingemeindeten Ort Veľká Ves (deutsch Großdorf, ungarisch Nyitranagyfalu).

## Geschichte

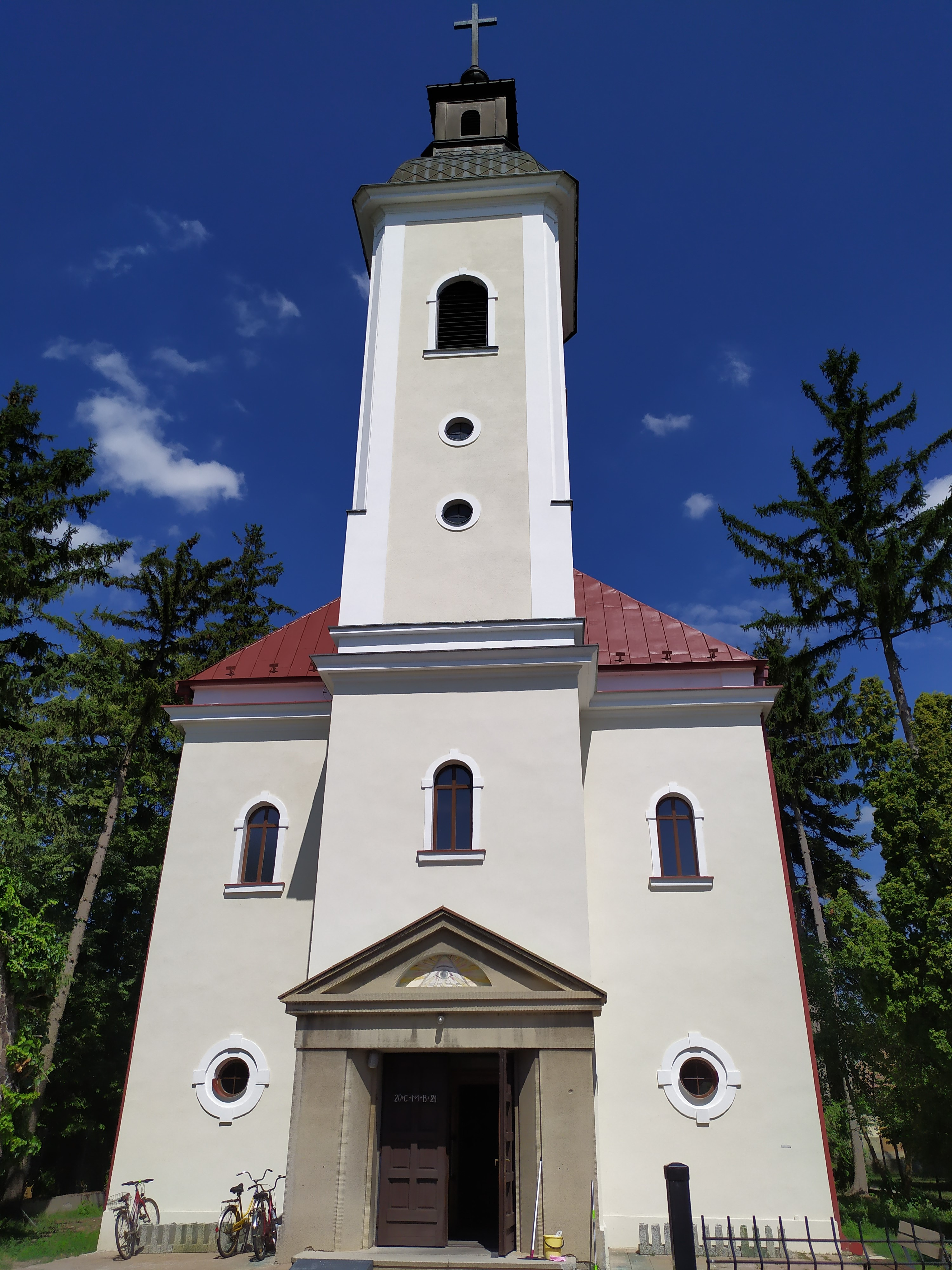
Kirche in Branč

Der Ort ist ein alter Siedlungsplatz. Es gab hier eine Siedlung in der Jungsteinzeit, mehrere Siedlungen im Endneolithikum, sowie eine sehr bedeutende bronzezeitliche Siedlung und Grabstätte.
Der Ort wurde 1156 erstmals urkundlich als Brencu erwähnt. Die Etymologie ist umstritten, die ursprüngliche Form lautete jedenfalls Branč (mit späterer Änderung des ra in re). Ab dem 12. Jahrhundert gehörte er zu den königlichen Besitztümern.
Bei der Gemeinde stand lange Zeit eine gleichnamige Burg (nicht zu verwechseln mit der Burg Branč in Podbranč), die im 13. Jahrhundert erstmals erwähnt wurde. Heute ist von ihr fast nichts mehr übrig geblieben.

## Bevölkerung
| Jahr                | 1994 | 2004    | 2014    | 2024    |
| ------------------- | ---- | ------- | ------- | ------- |
| Anzahl der Personen | 2007 | 2065    | 2202    | 2169    |
| Unterschied         |      | +2,88 % | +6,63 % | −1,49 % |

| Jahr                | 2023 | 2024    |
| ------------------- | ---- | ------- |
| Anzahl der Personen | 2172 | 2169    |
| Unterschied         |      | −0,13 % |